# Kostel svatého Jiří (Luková)
Kostel svatého Jiří v Lukové u Manětína na severním Plzeňsku byl vybudován v polovině 14. století. Ačkoli je chráněn jako kulturní památka České republiky, nachází se v havarijním stavu. Jeho záchraně má napomoci výstava soch, které jsou od roku 2012 instalovány v interiéru kostela.

## Historie
Kostel byl postaven v roce 1352. V roce 1796 zasáhl tehdy barokní kostel ničivý požár. Ohni nepodlehla pouze klenba presbytáře a sakristie. Zvony a varhany byly poškozeny, kostel dostal zvonek ze špitálu v Manětíně. V roce 1800 byl při přestavbě regotizován. Poslední obnovy se dočkal v roce 1858.

## Popis
Z mobiliáře kostela, který byl mnohokrát vyloupen, se kromě lavic nic nezachovalo. V interiéru bývaly původně tři oltáře. Hlavní oltář se dvěma pozlacenými sochami sv. Petra a Pavla v životní velikosti nesl obraz sv. Jiří. Boční oltáře byly zdobeny obrazy Spasitele světa a Immaculaty. V kostele se nacházela také renesanční křtitelnice, tesaná z pískovce, a liturgické vybavení.
O zvony kostel přišel kvůli požárům a také první světové válce, kdy byly zrekvírovány dva věžní zvony i zvon na sanktusníku.

## Výstava sochMá mysl

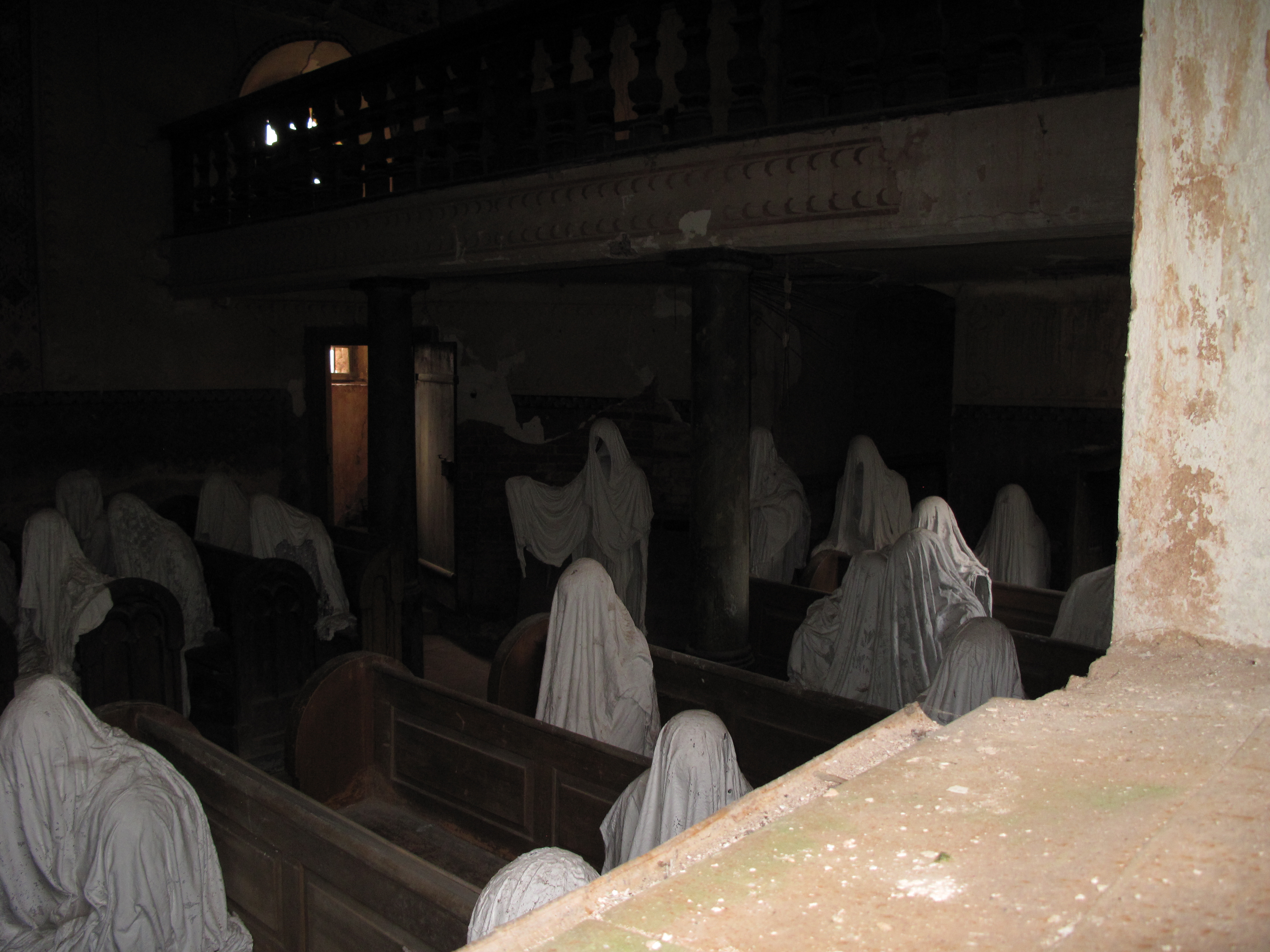
Jakub Hadrava: Má mysl

V roce 2012 využil kostel pro realizaci své bakalářské práce na Fakultě designu a umění ZČU v Plzni student Jakub Hadrava. V kostele instaloval 32 stojících nebo sedících sádrových soch.
Výstava přitahuje návštěvníky z celého světa a na dobrovolném vstupném se díky ní vybralo již asi 100 tisíc korun. Budou věnovány na opravu kostela, do kterého poničenou střechou zatéká.
„Kostel jakožto místo, kde se člověk setkává s bohem, se svým morálním učitelem, je místo, které je podle mého názoru primárně určeno k pěstování dobra v lidech. Fakt, že tyto stavby nyní zejí prázdnotou a chátrají, se promítá i do stavu dnešních lidí, kteří rovněž duševně chátrají a následně se rozpadají. Chtěl jsem na tuto problematiku upozornit a přimět náhodného pozorovatele zamyslet se nad tím, na jak významném místě právě stojí,“ uvedl autor výstavy Jakub Hadrava.

## Galerie

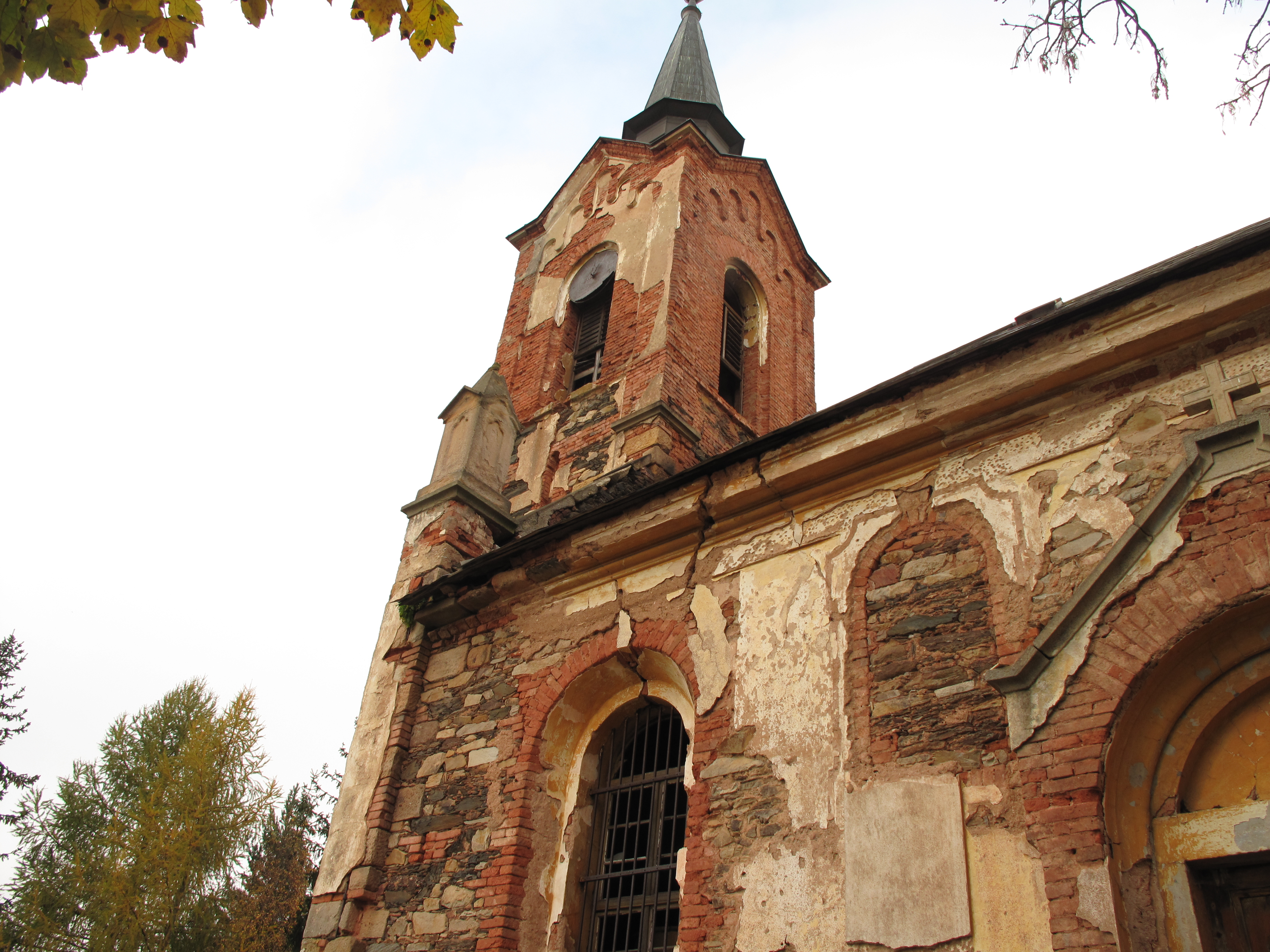
Fasáda a střecha
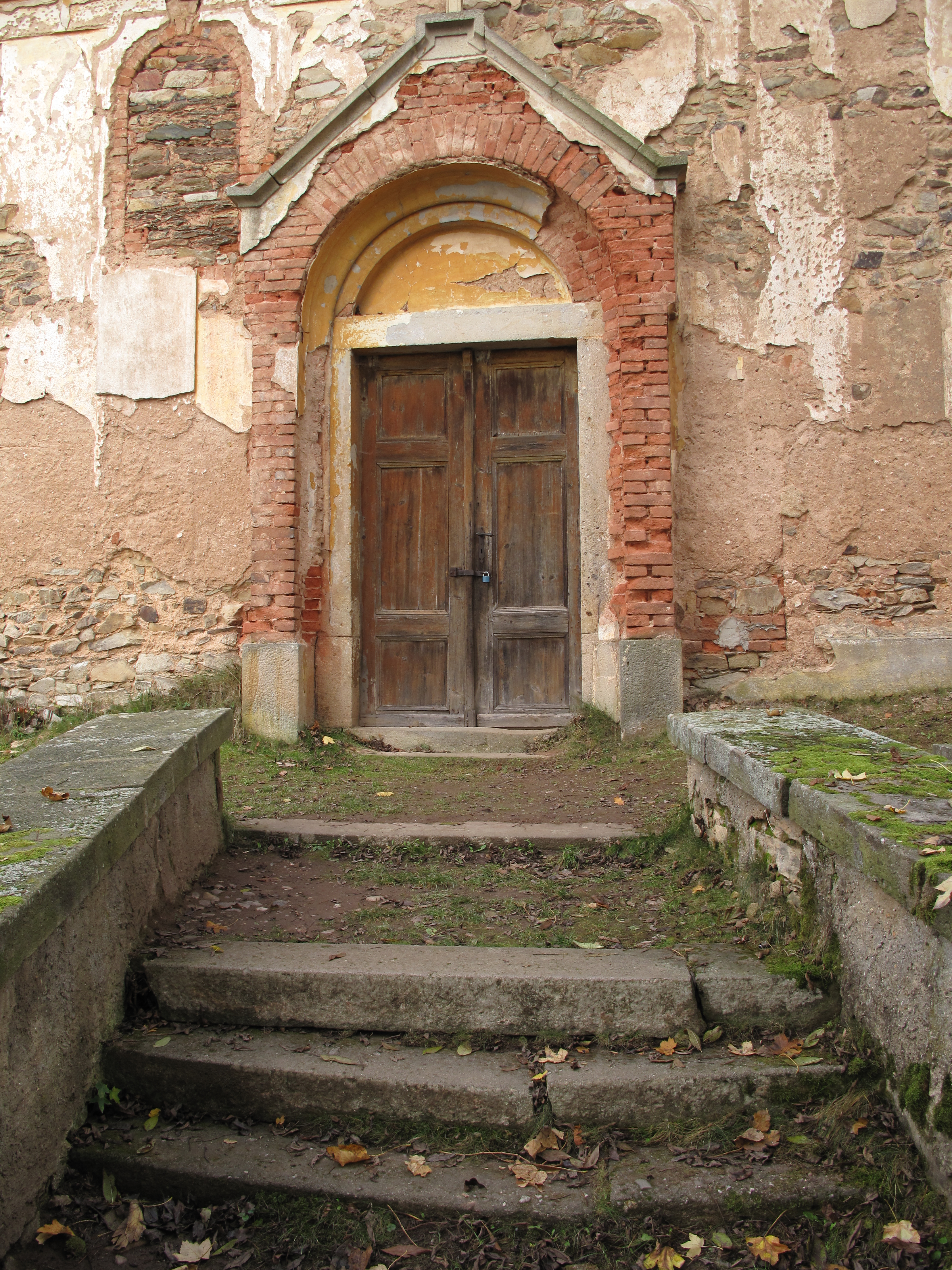
Vstup do kostela
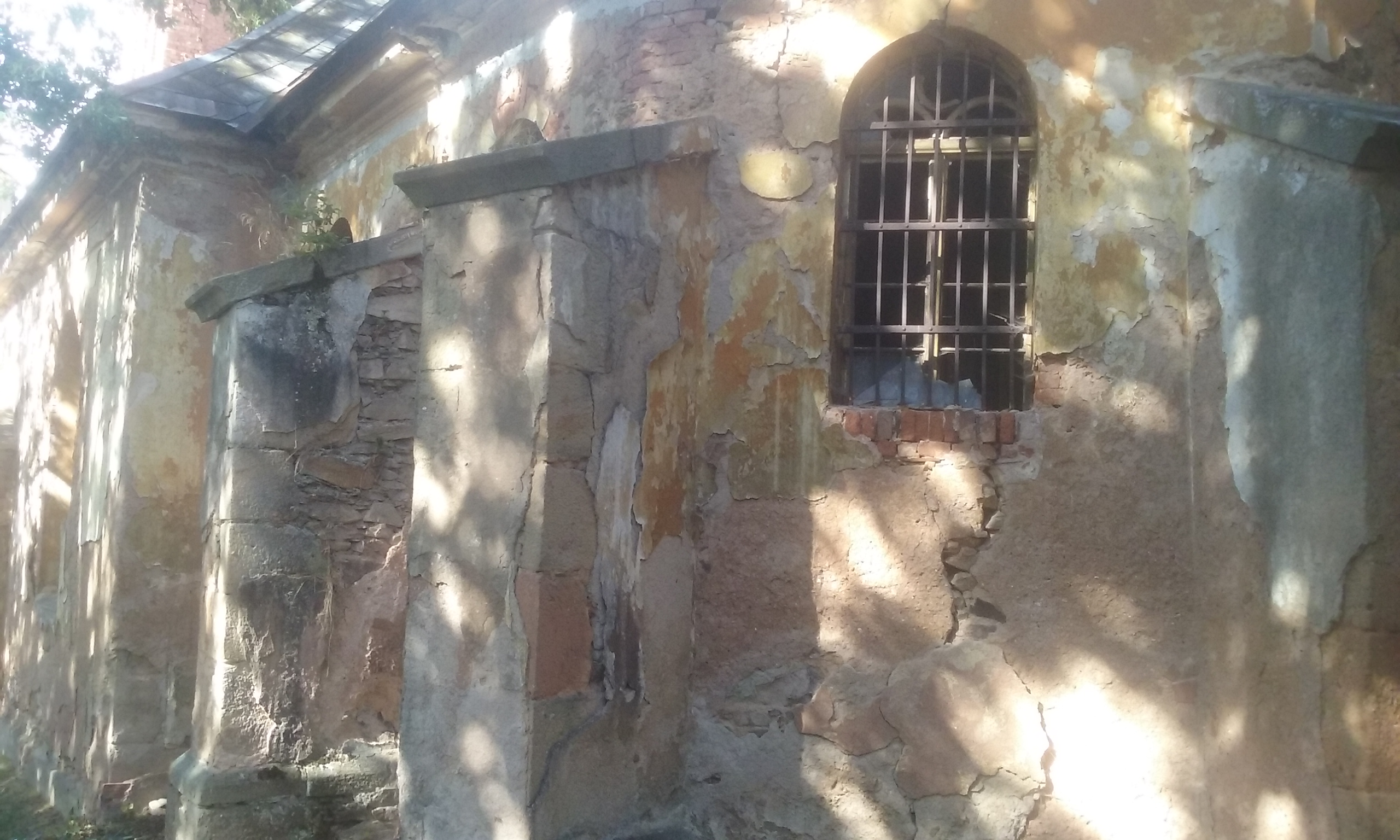
Opěrné pilíře
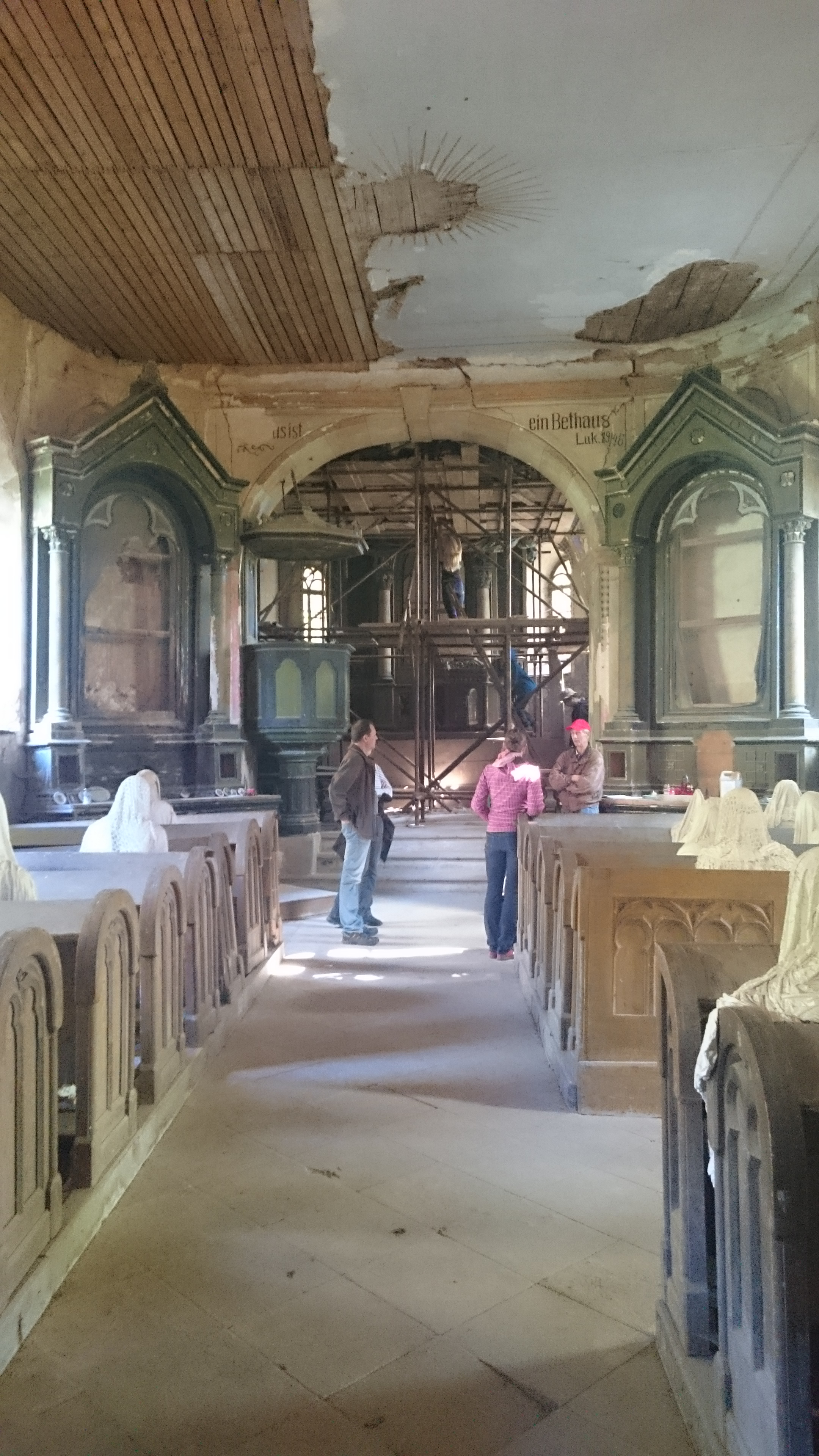
Interiér, pohled k oltáři
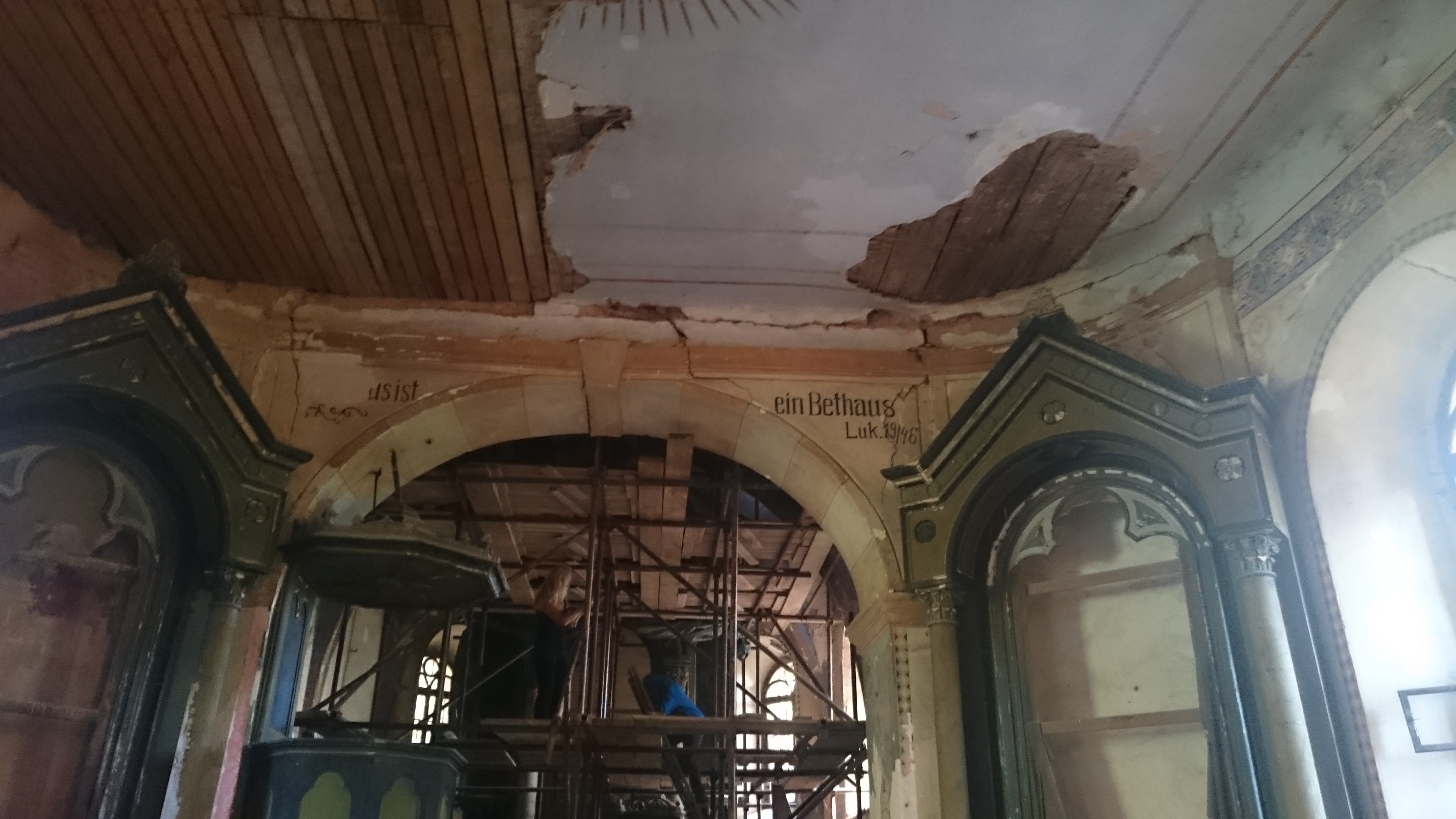
Lešení v presbyteriu
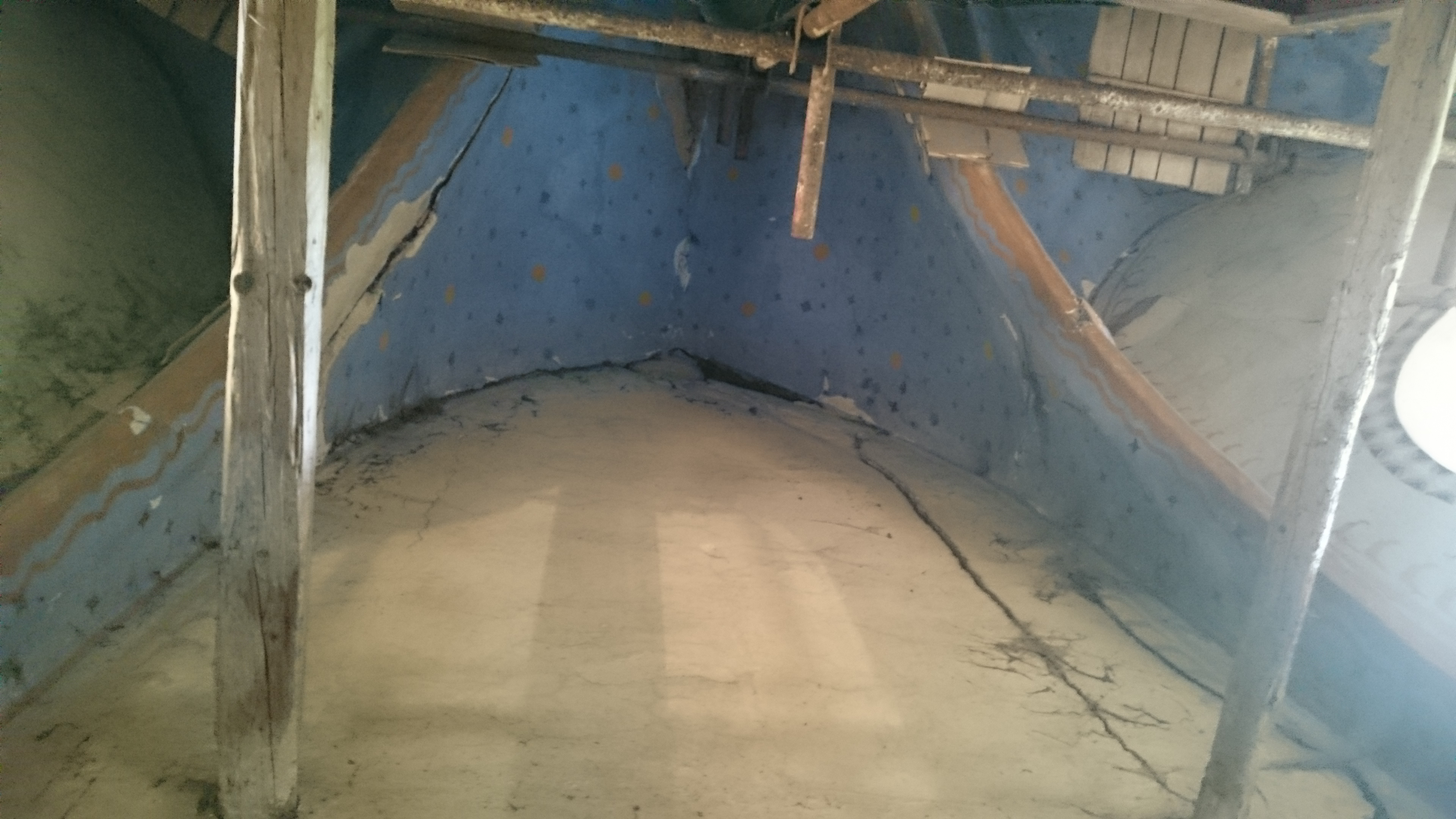
Žebra v presbyteriu
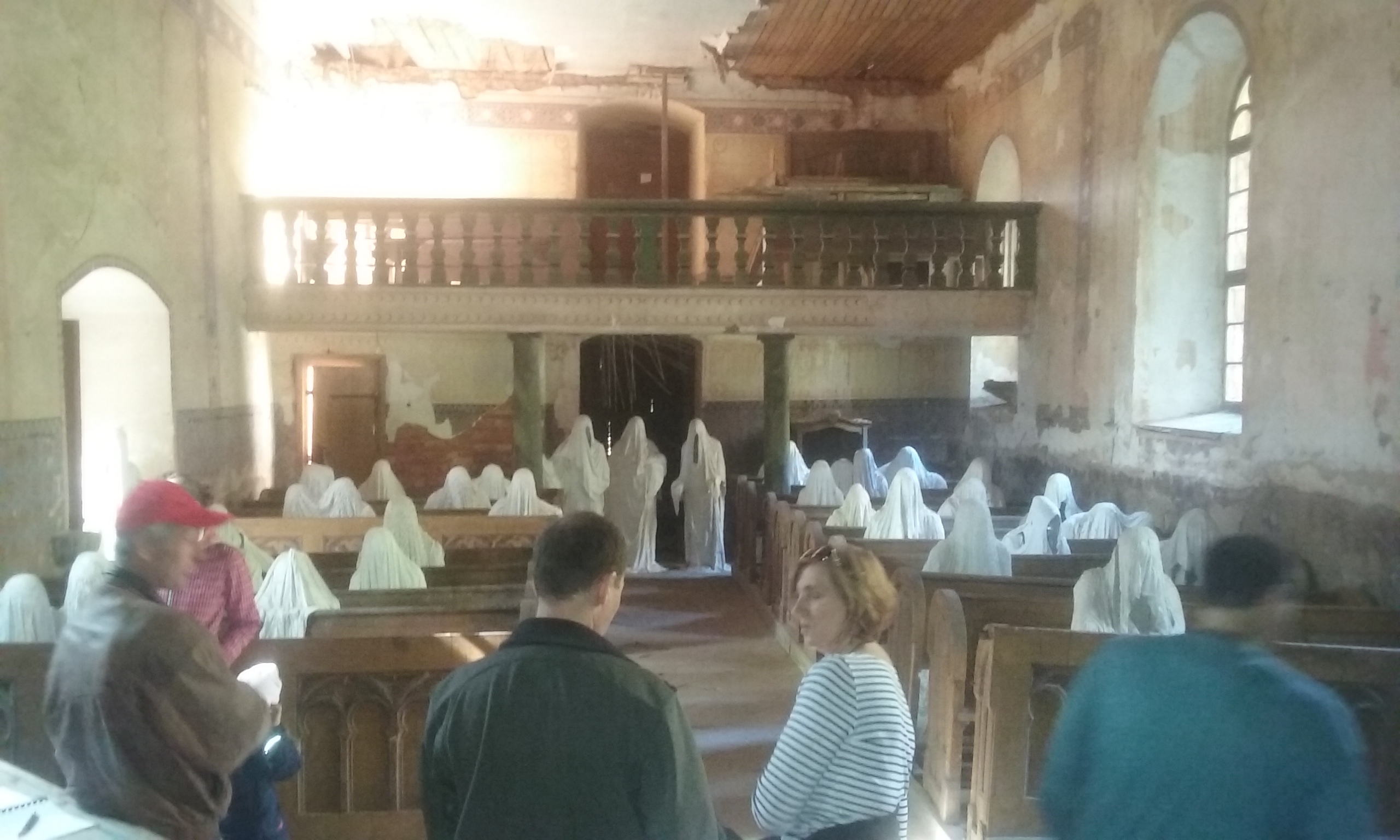
Pohled od oltáře
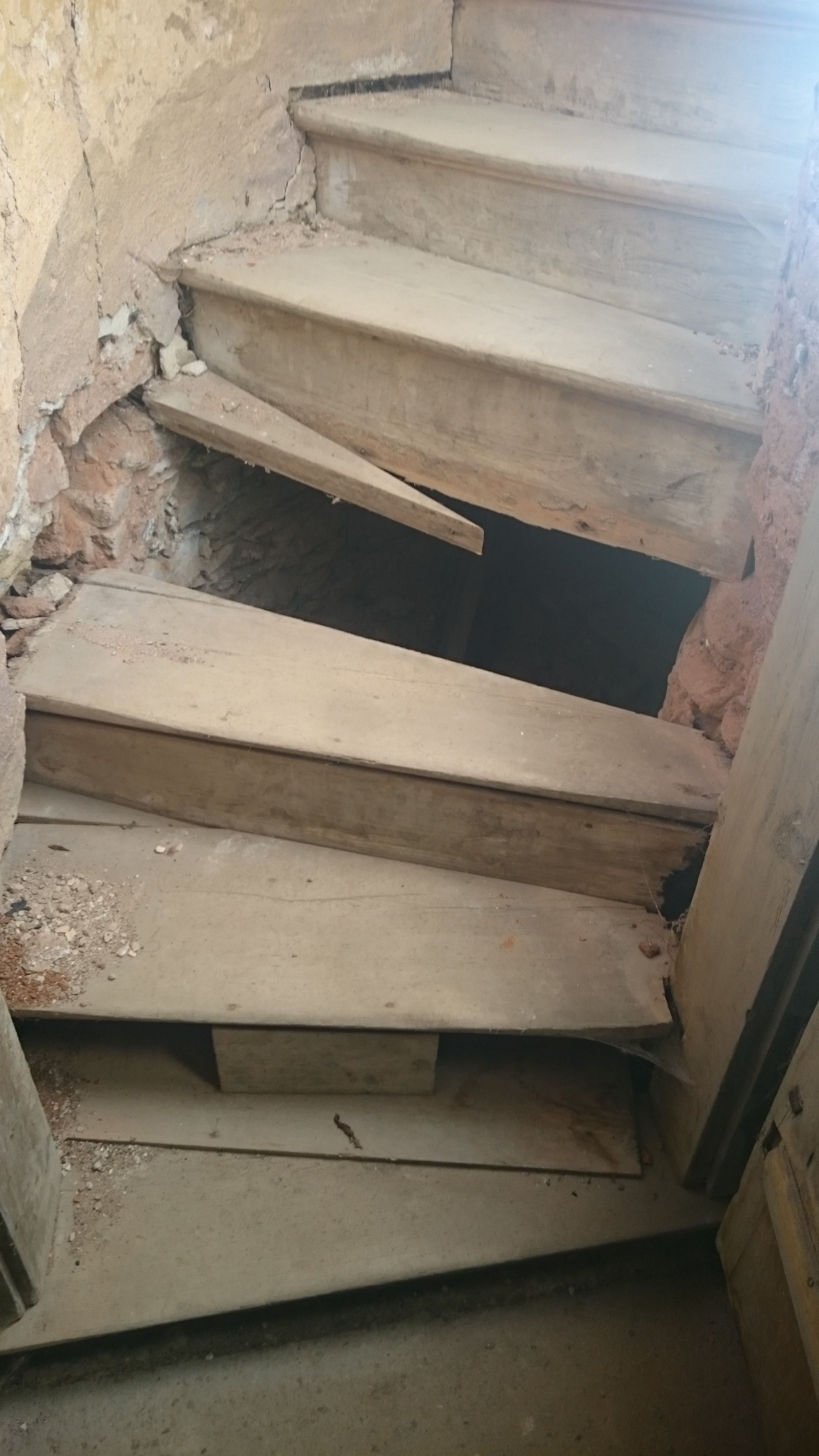
Schody na chór
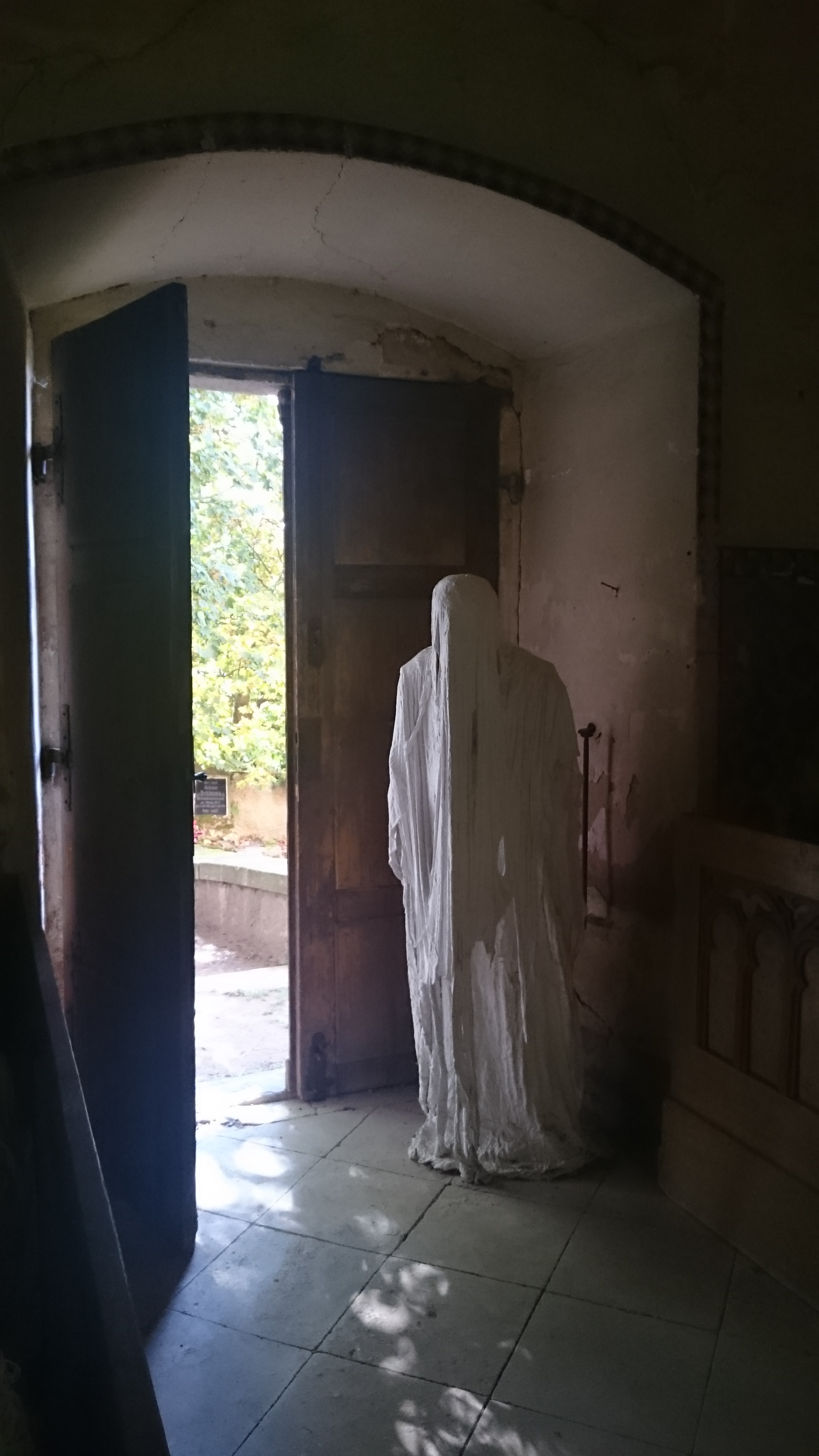
Hlídač u vchodu
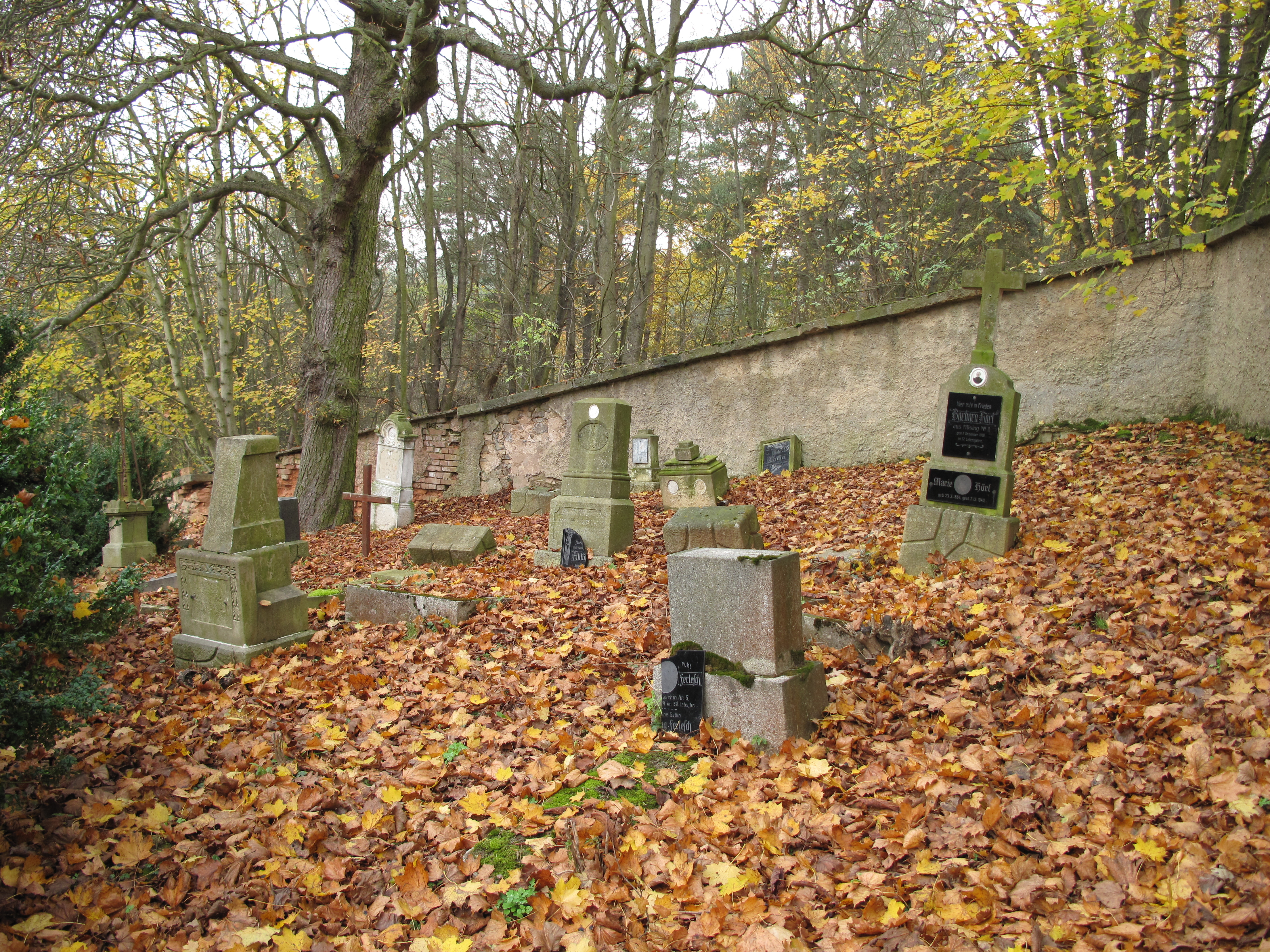
Pozůstatky hřbitova
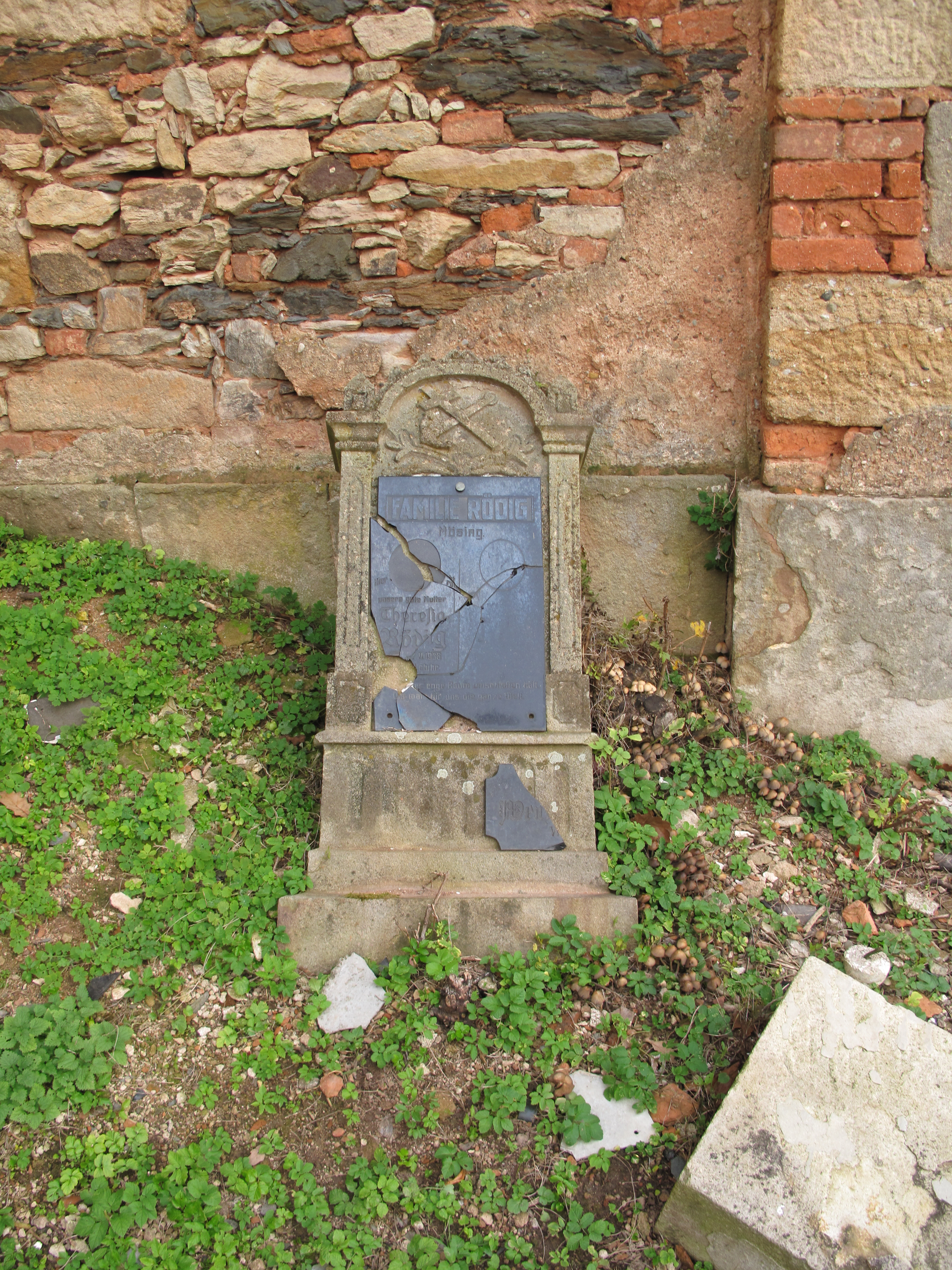
Náhrobek
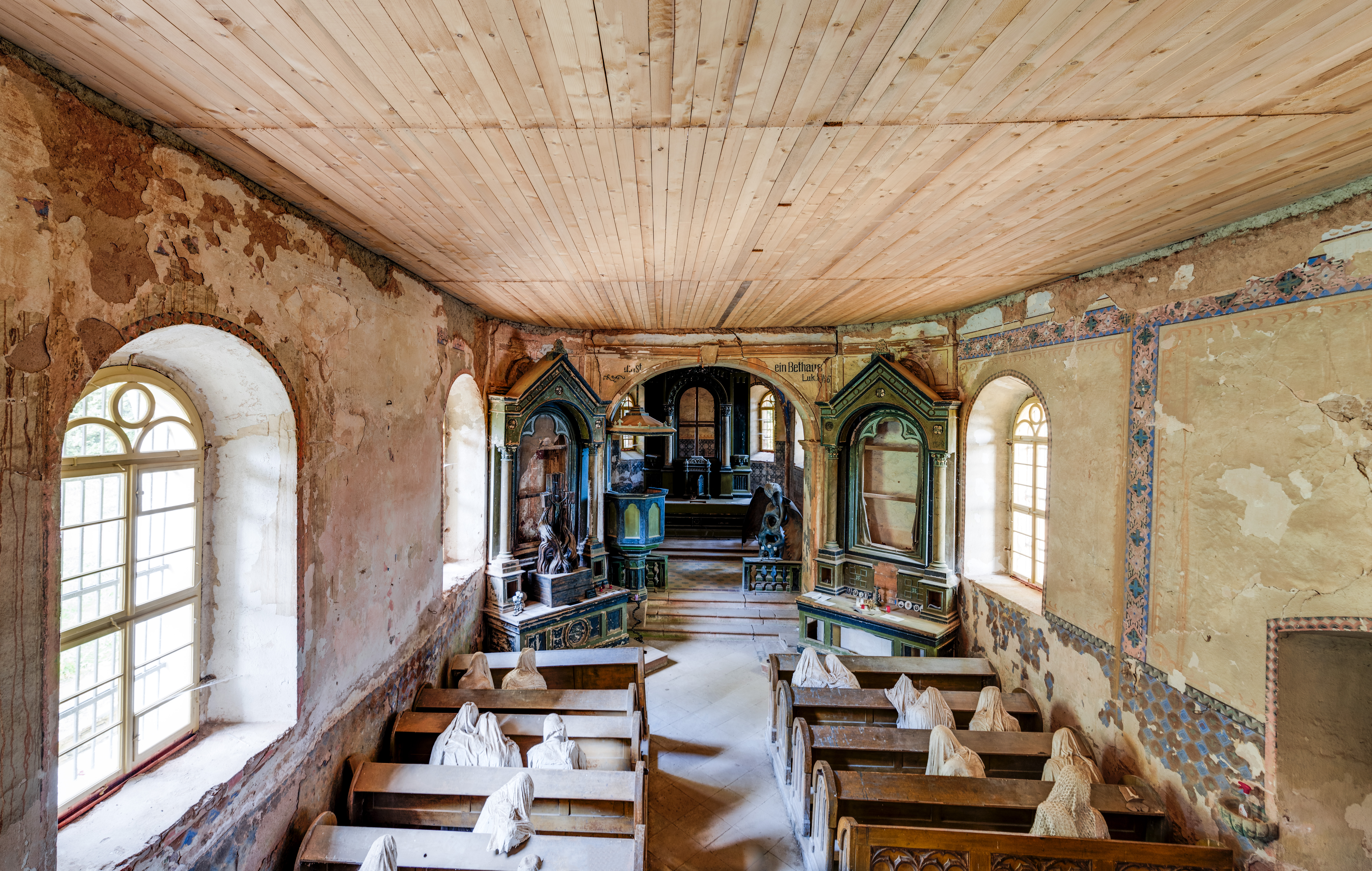
Výstava soch v interiéru
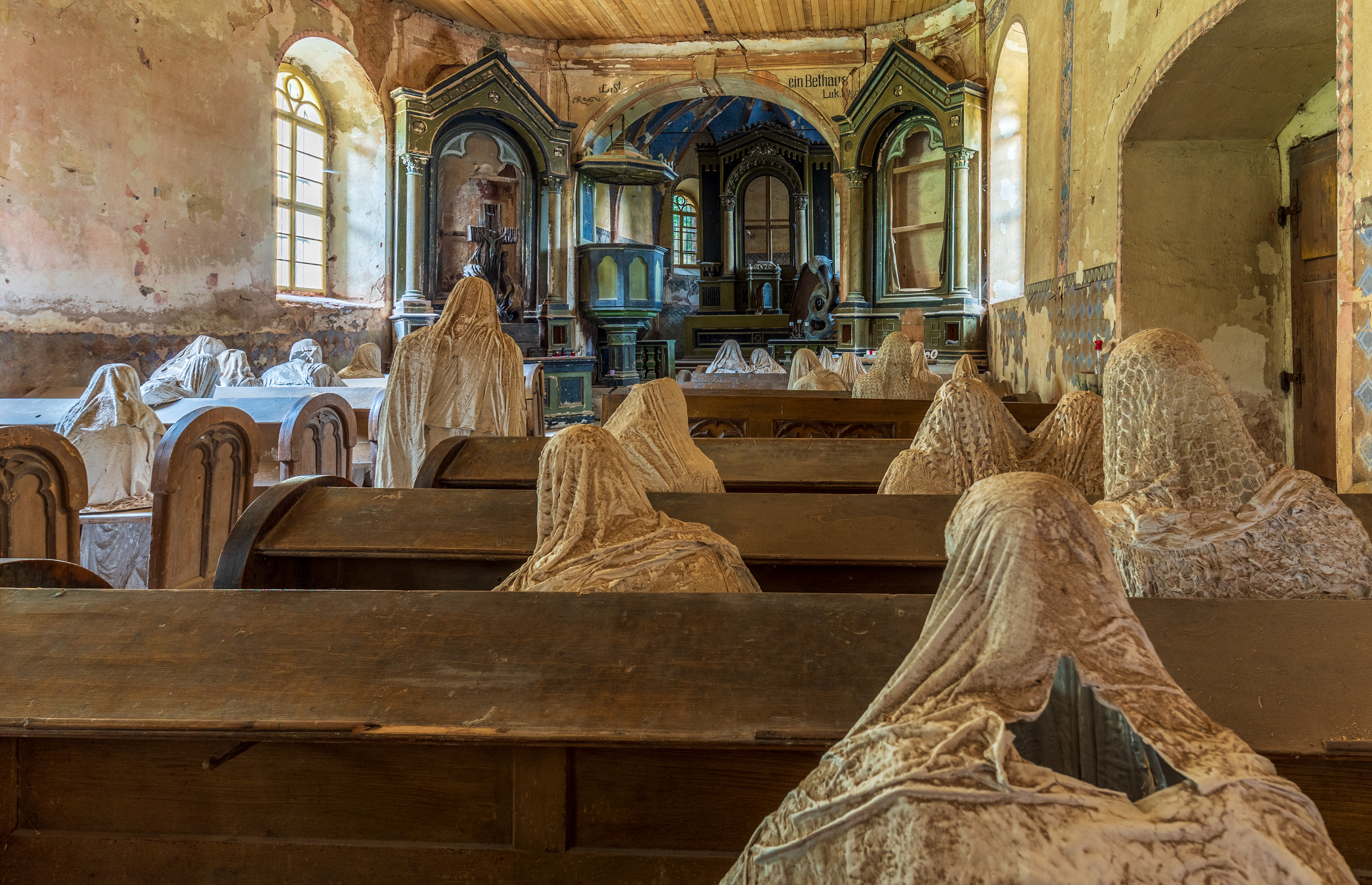
Výstava soch v interiéru
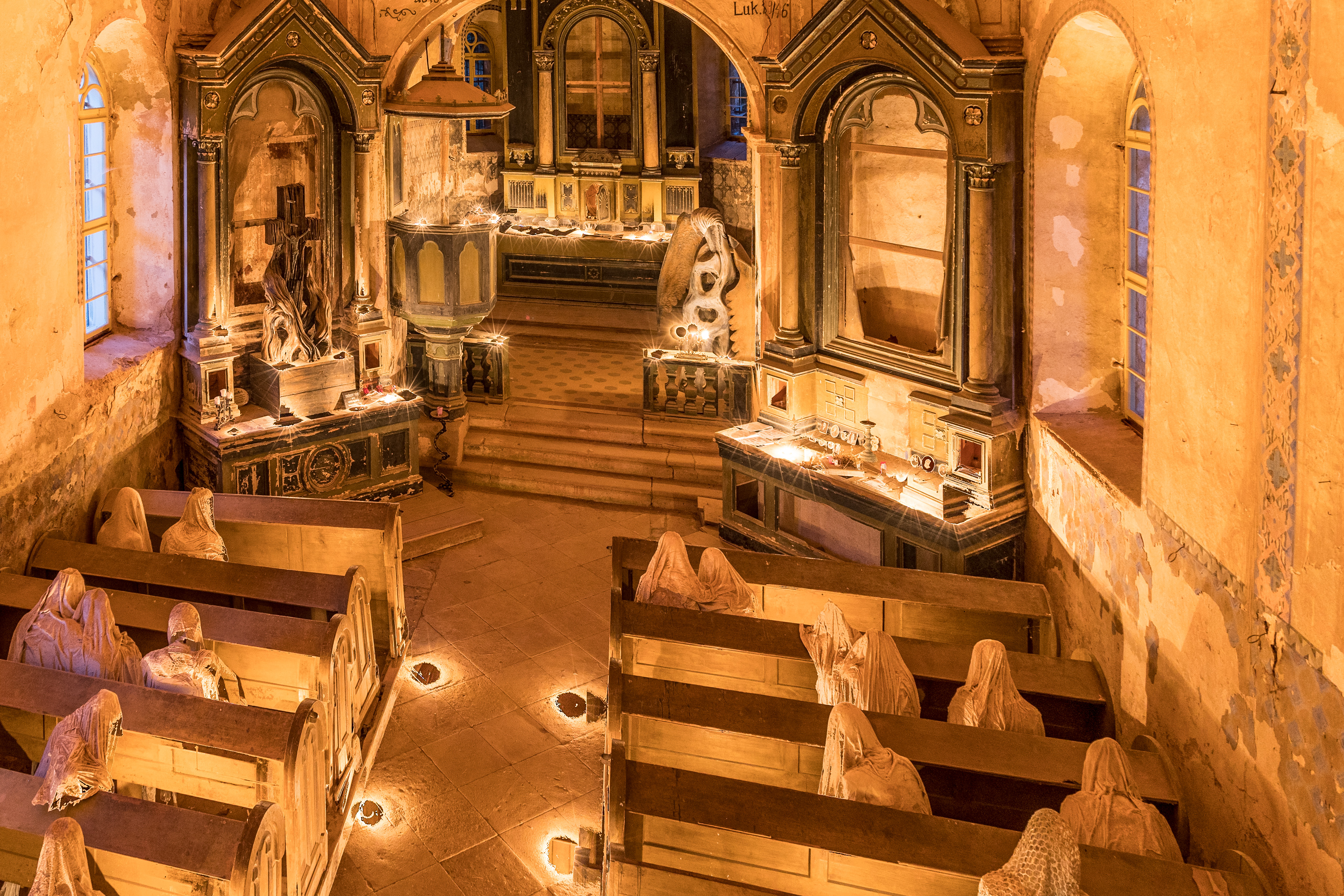
Výstava soch - večerní osvětlení
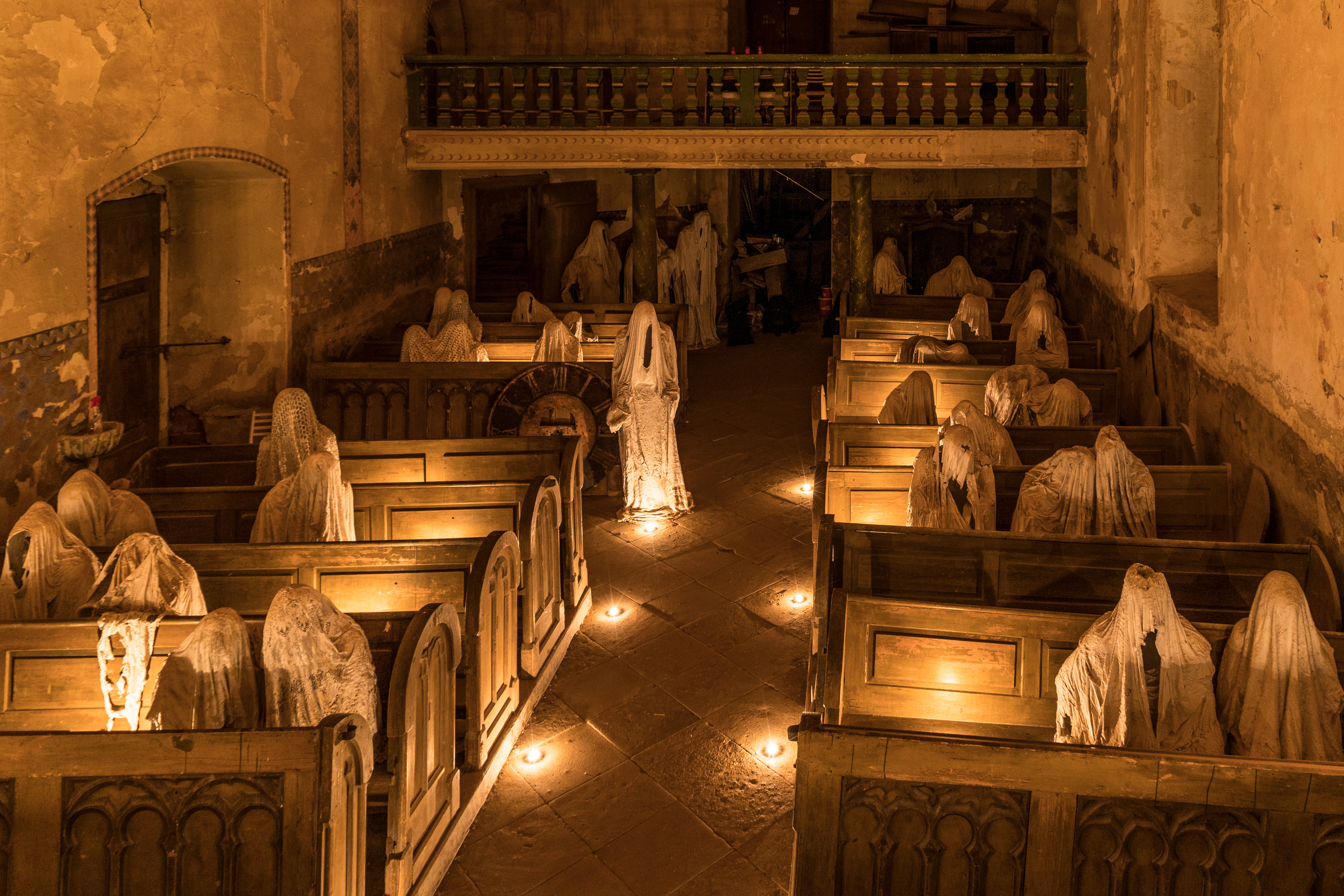
Výstava soch - večerní osvětlení